# Nils Sundius
Nils Gustaf Sundius, född 21 maj 1886 i Bankekinds församling, Östergötlands län, död 6 december 1976 i Djursholm, Danderyd, Stockholms län, var en svensk geolog.
Nils Sundius var son till trädgårdsdirektören Agathon Sundius och Hanna Rydstrand samt brorson till Herman Sundius och morbror till Sven Sundius. 
Sundius blev filosofie kandidat 1907, filosofie licentiat 1911 och filosofie doktor vid Stockholms högskola 1915 på avhandlingen Beiträge zur Geologie des südlichen Teils des Kirunagebietes. Han var docent i petrografi och mineralogi vid Uppsala universitet 1915-18 och tjänstgjorde som statsgeolog vid Sveriges geologiska undersökning (SGU) 1919-51.
Han ägnade sig främst åt berggrunds- och malmgeologi. Av hans skrifter kan särskilt nämnas Åtvidabergstraktens geologi och malmfyndigheter (1921) och Grythyttefältens geologi (1923). Han utarbetade även beskrivningar till geologiska kartblad och författade en del mineralogiska arbeten.
Nils Sundius gifte sig 1911 med Gurli Hedin (1887–1954), dotter till manufakturhandlaren Joh. Hedin och Anna Larsson. De fick tvillingsönerna Nils och Erik, som dog en dag gamla 1918, samt döttrarna Brita, född 1922, apotekare, gift med häradsskrivare Gustaf Jacobson, och Karin, född 1923, fil. mag., gift med forskningsassistent Aron Aronsson. Nils Sundius är begravd på Djursholms begravningsplats.